# Кёрхов
Кёрхов (нем. Körchow) — община в Германии, в земле Мекленбург-Передняя Померания.
Входит в состав района Людвигслуст. Подчиняется управлению Виттенбург.  Население составляет 822 человека (на 31 декабря 2010 года). Занимает площадь 26,00 км².
Община подразделяется на 3 сельских округа.